# Craig Lindfield
Craig Lindfield is een Engels voetballer die sinds 2009 bij Macclesfield Town onder contract staat. Lindfield genoot zijn opleiding bij Liverpool FC waarmee hij de FA Youth Cup won in 2006 en 2007. Hij scoorde in 2006 zeven keer, in 2007 zes keer. Liverpool leende hem uit daarna uit aan Notts County FC, Chester City FC, Bournemouth AFC en Accrington Stanley. Nadat zijn laatste uitleenbeurten lieten blijken dat hij niet meer beschikte over een hoge progressiemarge vertrok hij in 2009 bij Liverpool. Hij tekende hierop een contract bij Macclesfield Town.

## Carrière
Lindfield zat op het Calday Grange Grammar School van 2000 tot 2005 in Wirral en speelde cricket bij de lokale club Upton CC.

### Academie
Lindfield speelde voor de Liverpool Academie vanaf 1996, als achtjarige.
In het seizoen 2006/07 scoorde hij drie keer in de FA Youth Cup, waarvan twee op Anfield. In de eerste wedstrijd tegen Newcastle United werd het 5-2, in de tweede 3-1. Hierdoor stond Liverpool voor de tweede keer op rij in de finale.
In de eerste wedstrijd verloor Liverpool met 2-1 op Anfield van Manchester United. Lindfield scoorde de enige goal voor Liverpool. In de return op 26 april 2007 stond het 1-0 voor Liverpool. Het werd 4-3 met penalty’s.

### Senior-carrière
In de zomer van 2006 ging Lindfield van de academie naar de reserves. Zijn eerste wedstrijd was tegen Crewe Alexandra FC. Hij scoorde de enige goal van de wedstrijd.
Vanaf 1 november 2007 leende Liverpool hem uit aan Notts County FC. Op 3 november speelde hij zijn eerste League-wedstrijd tegen Accrington Stanley FC. In een met 2-0 gewonnen wedstrijd scoorde hij eenmaal.
Op 18 januari 2008 leende Liverpool hem uit aan Chester City FC. Zijn eerste wedstrijd was tegen zijn oude club Notts County FC. Hij verloor met 1-0.
In de Dallas-Cup werd hij topscorer met zes goals.

### Internationaal
Lindfield debuteerde voor het Engels team onder 19 tegen Nederland.

## Prijzen
- Winnaar FA Youth Cup 2007 en 2008 (Liverpool)
- Winnaar Dallas Cup 2008 (Liverpool)
- Winnaar FA Premier Reserve League 2007/08 (Liverpool)